# Freemium
Freemium (от англ. free — бесплатный и англ. premium — улучшенный, более высокого качества; наценка) — бизнес-модель, которая заключается в предложении воспользоваться компьютерной игрой, программой или онлайн-сервисом бесплатно, в то время как расширенная версия продукта или его дополнительный контент предлагаются за дополнительную плату, на основе популярности бесплатной версии. Бесплатность в данном случае не подразумевает открытое ПО, часто это проприетарные продукты, распространяемые бесплатно (freeware).

## Цели распространения продукта
При использовании модели freemium целями обычно являются:
- Привлечение широкого круга пользователей;
- Получение отзывов пользователей;
- Оценка востребованности продукта (сервиса) на рынке;
- Выявление людей и организаций, готовых платить за продукт (сервис) с улучшенными качествами.

## Особенности
Большинство программных продуктов, предоставляемых на основе модели «freemium», ограничивает пользователей:
- Набором доступных функций и возможностей, количеством действий;
- Объёмом свободного пространства;
- Сферой применения (например, только для домашнего использования или образовательных учреждений);
- Присутствием рекламы в бесплатной версии продукта, требованием оформления подписки или покупки премиум-версии для её отключения;
- В играх: внутриигровой валютой, получаемой обычно за реальные деньги; временем развития и продвижения по сюжету/уровням/рангу, количеством доступных скинов/персонажей/предметов, дополнительным и загружаемым контентом, различными статусами, аватарами, взаимодействием с другими игроками и т.д.

В 1990—2000-х годах программы, распространяемые на условиях «freemium», как правило, относились к группе shareware. Лишь в 2010-х годах «freemium» стали выделять в отдельный класс программного обеспечения.
Для массовых многопользовательских онлайн-игр (MMOG), использующих модель «freemium», применяется термин «free-to-play». Магазины мобильных приложений Google Play и App Store получают значительную часть прибыли за счёт микротранзакций и рекламы в «free-to-play»-/«freemium»-приложениях.

## Критика
Freemium-игры не раз становились объектом критики со стороны игроков и журналистов, в частности за внедрение механики «pay-to-win», которая даёт игрокам, приобретающим дополнительные возможности за настоящие деньги серьёзные преимущества даже над игроками с высшим стажем и опытом.
Также freemium-игры критикуются за то, что часто замедляют процесс развития или продвижения в геймплее, мотивируя игрока снова и снова совершать внутриигровые покупки. Например, под огонь критики попала известная игра «Smurfs' Village», где для «строительства деревни» необходимо покупать персонажей и здания, многие из которых стоили реальные деньги. Тогда в службу App Store обратилось множество родителей, требующих изменить политику микротранзакций. Похожая ситуация повторилась с игрой My Little Pony: Магия Принцесс, с аналогичной игровой механикой, где после массовых жалоб студия Gameloft была вынуждена изменить свою ценовую политику и снизить цены на внутриигровые объекты.
Freemium-модель игр стала объектом высмеивания в сериале Южный Парк — «Условно бесплатное — не бесплатно», где показывалась условно-бесплатная игра, но в результате некоторые персонажи стали тратить в ней тысячи долларов, чтобы продвинуться в геймплее.